# Домотканські валуни
Домотка́нські валуни́ — ландшафтний заказник місцевого значення в Україні. Об'єкт природно-заповідного фонду Дніпропетровської області. 
Розташований у Верхньодніпровському районі Дніпропетровської області, біля села Домоткань. 
Площа 826,7 га. Статус надано згідно з рішенням облради від 21.06.2013 року № 440-19. Перебуває у віданні: Верхньодніпровської райдержадміністрації. 
Статус надано для збереження мальовничих ландшафтів на березі Дніпра. На території заказника є невеликі пагорби, розчленовані улоговинами та ярами, а також моренні утворення — валуни, розміри яких сягають 4—7 м. 

## Галерея

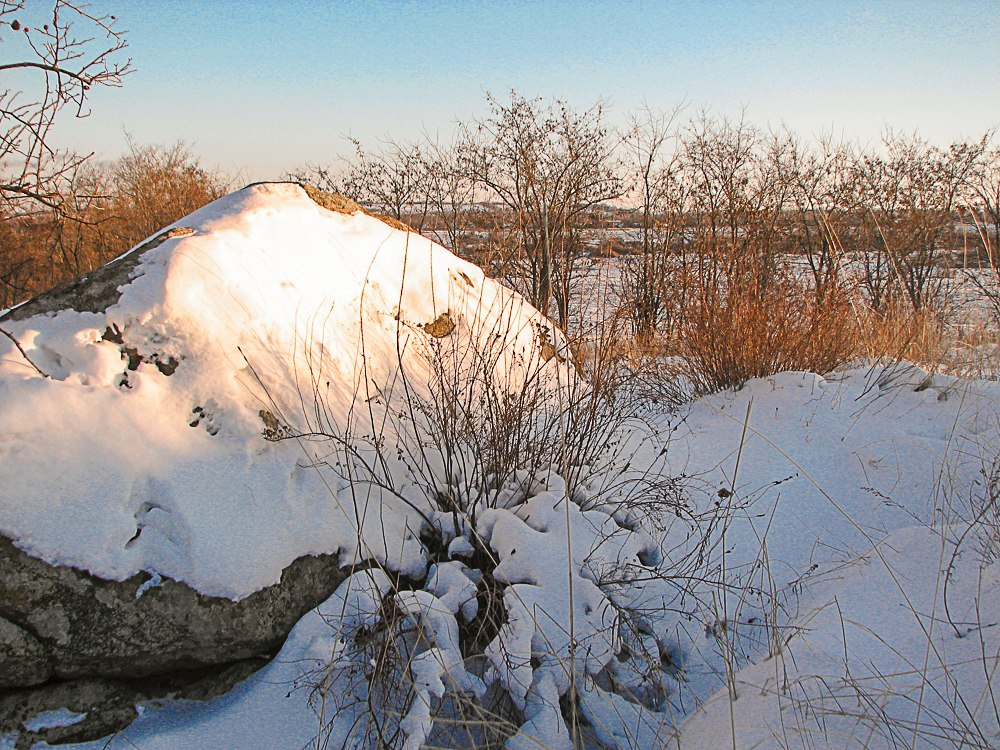
Домотканські валуни взимку
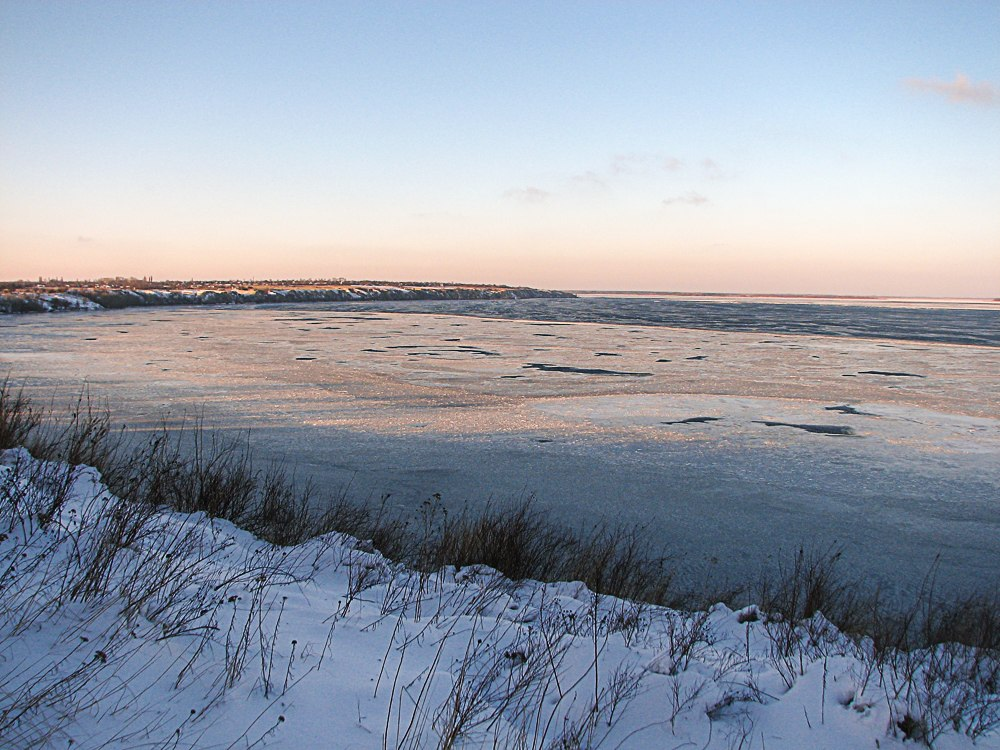
Домотканські валуни взимку
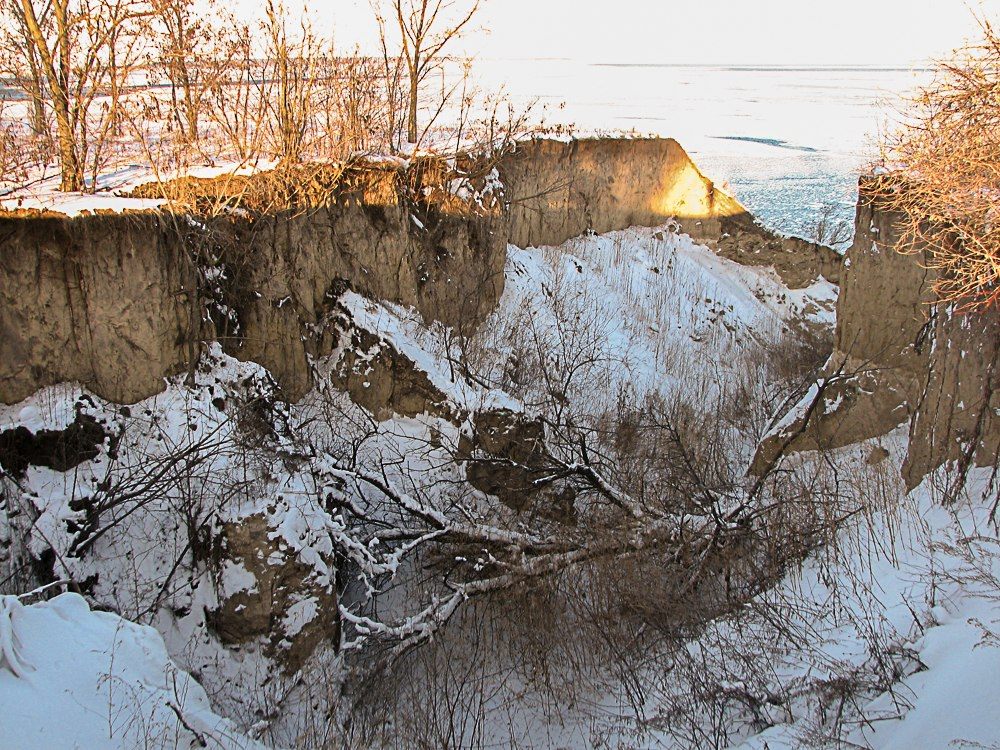
Домотканські валуни взимку
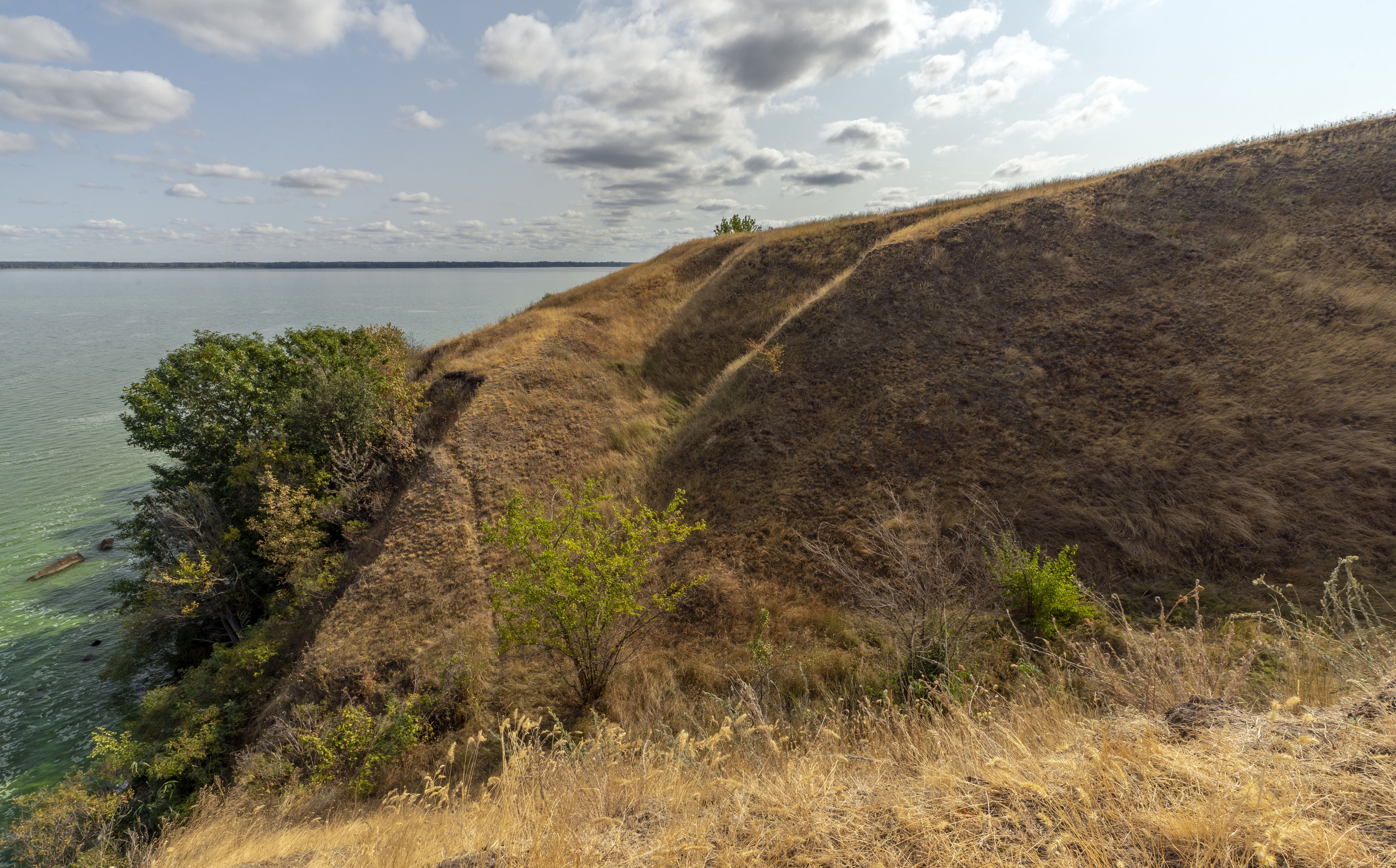
Домотканські валуни